# Krascheninnikovia arborescens
Krascheninnikovia arborescens là loài thực vật có hoa thuộc họ Dền. Loài này được (Losinsk.) Czerep. mô tả khoa học đầu tiên năm 1995.